# Пауло Нунес
Арилсон де Паула Нунес, более известный как Пауло Нунес (родился 30 октября 1971 года в Понталине, Гояс) — бразильский футболист.

## Клубная карьера
Воспитанник молодёжной команды «Фламенго», Пауло Нунес был частью золотого поколения игроков команды из Гавеа, таких как Джалминья, Жуниор Байано, Маркиньос, Нелио, Марселиньо Кариока и Савио. Однако Пауло Нунес не добился славы во «Фламенго» и решил добиваться успеха в других клубах, как это было в случае с его бывшими товарищами по молодёжной команде. Пауло Нунес, однако, в 1990 году выиграл кубок Бразилии по футболу с клубом из Рио-де-Жанейро, Лигу Кариока 1991 и, наконец, чемпионат Бразилии 1992 года.
Пауло Нунес покинул «Фламенго» в 1995 году и перешёл в «Гремио», где присоединился к другому игроку, который также покинул «Фламенго», Марио Жарделу. Вместе с ним Пауло Нунес сформировал одну из самых эффективных атакующих связок в истории «Гремио».
В «Гремио» Пауло Нунес провёл самые лучшие времена в карьере, выиграв два титула Лиги Гаушу, Кубок Либертадорес, чемпионат Бразилии, Рекопу Южной Америки и Кубок Бразилии; также он был лучшим бомбардиром в чемпионате Бразилии 1996 и кубке Бразилии 1997. Его хорошая форма также принесла ему место в символической сборной чемпионата от журнала «Placar» и сборной Бразилии на Кубке Америки 1997.
После ухода из «Гремио» в 1997 году он продолжил играть за португальский клуб «Бенфика». Однако травмы и конфликты с товарищами по команде стали причиной его возвращения в Бразилию. В 1998 году Пауло Нунес присоединился к «Палмейрасу». Пауло Нунес выиграл Кубок Бразилии 1998 (третий в его карьере), Кубок Меркосур, а также Кубок Либертадорес 1999 года. После поражения от «Манчестер Юнайтед» в матче за Межконтинентальный кубок по футболу Пауло Нунес покинул «Палмейрас».
Пауло Нуньес вернулся в «Гремио» на один сезон без особых торжеств. После этого он играл за «Коринтианс», «Гаму», «Аль-Наср» и «Можи-Мирин», где он и закончил карьеру в 2003 году в возрасте 32 лет.

## Международная карьера
Он сыграл свой первый матч за сборную Бразилии 3 июня 1997 года, когда его сборная разошлась вничью 1:1 с Францией на «Турнуа де Франс». Вторая и последняя игра Пауло Нунеса за сборную состоялась 29 июня 1997 года на Кубке Америки против Боливии, его команда обыграла соперника со счётом 3:1, сборная Бразилии выиграла этот турнир.